# Дом-коммуна В. П. Кондратьева
Дом-коммуна В. П. Кондратьева (дом-коммуна «Порт Артур») — памятник архитектуры. Расположен в Московском районе Санкт-Петербурга, современный адрес дома — Смоленская улица, 31, Заозёрная улица, 20.
Дом назван владельцем в честь обороны от японцев; в доме могло жить столько же людей, сколько русских жило в Порт-Артуре. Здание стало первым в России домом-коммуной.
В. П. Кондратьев предлагал свою программу «взаимного благоустройства жизни семейных рабочих» и выстроил здание за свой счёт, так как программа не была одобрена в Министерстве внутренних дел. В здании шесть этажей, у него два корпуса с угловой соединительной частью. Согласно Б. М. Кирикову, здание «внестильно» (но с балконными решётками в стиле модерн, закреплёнными на стенах, так как аварийные балконные плиты были срезаны в 2003 году).

Поэт Иван Герасимов-простой так писал о доме в котором жил:

Порт-Артур — Кондратьев дом, —

Его мы — крепостью зовем.

Живет много в нем жильцов.

И детей и стариков.

Коридор у нас большой,

Гуляем все мы в нем толпой,

Детишки бегают гурьбой…

Так кончаю сборник свой.
— 
Автор смог реализовать свой план крупного жилого массива лишь частично — разыскивая возможности реализовать свой устав общества «Общества взаимного благоустройства жизни семейных рабочих», он опубликовал его полную, неодобренную версию, за что был арестован (освобождён при условии уничтожить весь оставшийся тираж) одновременно с негласным запретом на предоставление кредитов, взял в долг у Л. М. Кочубея 250 000 золотом под 22 % годовых и был вынужден продать земли, которые изначально были приобретены для развития рабочего городка.
В доме был мусоропровод и мусоросжигающая печь, входной вестибюль был украшен шестью зеркалами высотой по 2,5 метра. В доме для жильцов были бесплатные бани, библиотека, комната с музыкальными инструментами, кинопоказы по воскресеньям, летний детский сад на 30 мест.
Владелец передал здание советскому правительству ещё до национализации, в нём разместилось рабочее общежитие № 85.